# EA Phenomic
EA Phenomic — студия-разработчик компьютерных игр, дочерняя компания Electronic Arts, специализирующейся на стратегиях в реальном времени и ролевых играх.

## История
Студия была основана в Германии в 1997 году под названием Phenomic Game Development, получив известность созданием серии игр SpellForce. Electronic Arts приобрела разработчика 23 августа 2006 года, переименовав в EA Phenomic, одной из игр которой, стала Command & Conquer: Tiberium Alliances. В июле 2013 года EA закрыла студию, уволив 60 сотрудников, но заявив, что это не отразится на запланированных проектах.

## Игры
- Command & Conquer: Tiberium Alliances (2012)
- Lord of Ultima (2010)
- BattleForge (2009)
- SpellForce 2: Dragon Storm — дополнение (2007, JoWooD Entertainment)
- SpellForce 2: Shadow Wars (2006)
- SpellForce: Shadow of the Phoenix (2005)
- SpellForce: The Breath of Winter (2004)
- SpellForce: The Order of Dawn (2004)